# 艾柏斯女子籃球隊
艾柏斯女子籃球隊成立於2010年11月1日，由艾柏斯數位娛樂有限公司與臺北市立教育大學建教合作而成立的女子籃球隊，是台灣女子超級籃球聯賽（WSBL）的其中一支隊伍。

## 歷史
- 2010年10月12日艾柏斯數位娛樂有限公司向中華民國籃球協會申請註冊。
- 2010年11月1日與臺北市立教育大學女籃隊簽訂建教合作。
- 2011年7月傳出欠薪問題。
- 2011年8月欠薪問題解決，與北教大合作結束，將有另外的企業接手本球隊。

## 現役球員
| 後衛 - 01 文祺 - 03 姜憶蓮 - 09 朱嬿樺 - 99 王鈺婷 前鋒 - 05 何姍姍 - 06 林盈辰 - 07 李涵汶 - 08 趙碧鳳 - 10 劉家秀 - 13 李玫蓉 - 22 蔡詩盈 - 28 李婉萍 - 76 姚忠琪 |  | 教練團 - 總教練：蔡博隆 - 教練：葉安展 - 教練：邱聖豪 管理團隊 - 管理：藍唯語 - 防護員：蘇玟姜 |

## 外部連結
- 女子超級籃球聯賽官方網站